# Rosières-sur-Barbèche
Rosières-sur-Barbèche település Franciaországban, Doubs megyében. Lakosainak száma 110 fő (2022. január 1.). Rosières-sur-Barbèche Valonne, Froidevaux, La Grange, Péseux, Provenchère és Vernois-lès-Belvoir községekkel határos.

## Népesség
A település népessége az elmúlt években az alábbi módon változott:
| Lakosok száma | 142  | 157  | 137  | 105  | 111  | 121  | 122  | 116  | 114  | 110  |
|               | 1968 | 1982 | 1990 | 2006 | 2013 | 2015 | 2017 | 2019 | 2020 | 2022 |